# لی یو بی
لی یو بی (انگلیسی: Lee Yu-bi ، زادهٔ ۲۲ نوامبر ۱۹۹۰) یک هنرپیشه اهل کره جنوبی است.

## فعالیت حرفه‌ای
او کار خود را در سال ۲۰۱۱ شروع و در سریال کمدی آیدل خون آشام آغاز کرد ، پس از آن با شخصیت نقش مکمل در درام تلویزیونی مرد بی گناه (۲۰۱۲)، کتاب خانواده گو (۲۰۱۳)، پینوکیو (۲۰۱۴)، و در فیلم خیاط سلطنتی(۲۰۱۴) و بیست ۲۰۱۵بازی کرد. او همچنین به عنوان نقش اصلی در سریال شعر یک روزه (۲۰۱۸) نیز نقش آفرینی کرد.
لی اولین نقش اصلی اش را در سریال تاریخی دانشمند شبگرد (۲۰۱۵)، در مورد یک محقق خون آشام چوسان ..... نقش "یانگ سون" که یک کتاب فروش غیرقانونی است، ایفا کرد.
او دختر بازیگر زن کیون می ری است.

## سریال‌های تلویزیونی
| سال  | نام سریال       | در نقش       | شبکه تلویزیون | توضیحات      |
| ---- | --------------- | ------------ | ------------- | ------------ |
| ۲۰۱۱ | آیدل خون آشام   | یو بی        | ام بی ان      |              |
| ۲۰۱۲ | مرد بی‌گناه      | کانگ چوکو    | کی بی اس۲     | نقش مکمل     |
| ۲۰۱۳ | کتاب خانواده گو | پارک چونگ جو | ام بی سی      | نقش مکمل     |
| ۲۰۱۴ | پینوکیو         | یون یو رِ     | اس بی اس      | نقش مکمل     |
| ۲۰۱۵ | دانشمند شبگرد   | جو یانگ سان  | ام بی سی      | نقش اول      |
| ۲۰۱۶ | عشق بی‌پروا      | یو بی        | کی بی اس۲     | مهمان(قسمت۴) |
| ۲۰۱۸ | شعر یک روزه     | وو بو یونگ   | تی وی ان      | نقش اول      |
| ۲۰۲۱ | سلول‌های یومی    | رودی         | تی‌وی‌ان        | نقش مکمل     |
| ن/م  | دختر طبقه پایین |              | نتفلیکس       | نقش مکمل     |